# Arménie russe

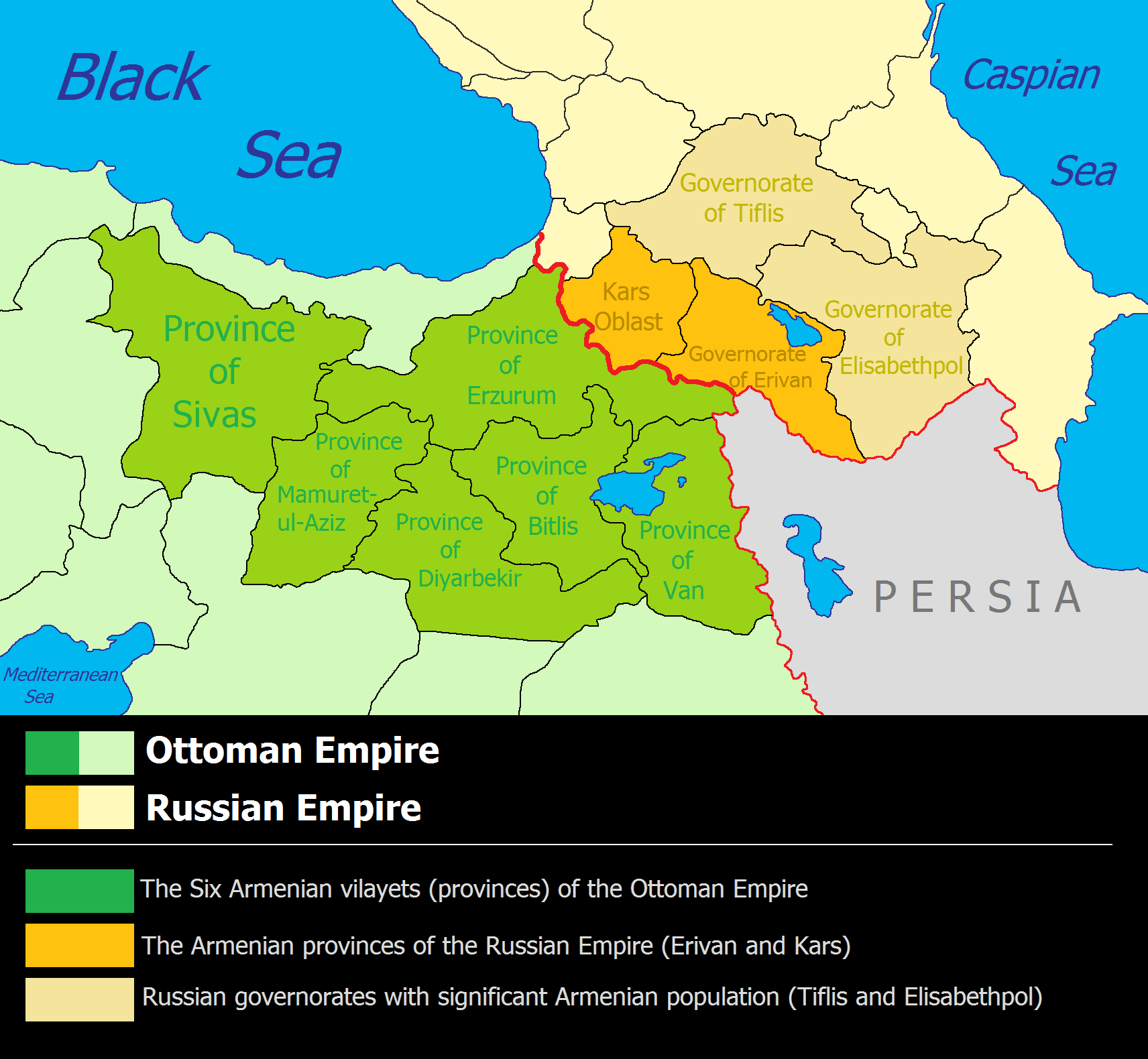
Arménie divisée entre les empires russe et ottoman, vers 1900.

L'Arménie russe (en arménien : Ռուսական Հայաստան) est l'Arménie orientale lorsqu'elle était sous domination de l'Empire russe, entre 1828 et 1917. Cette période s'étend de la défaite kadjare dans la guerre russo-persane (traité de Turkmanchai) à l'effondrement russe à la suite de la révolution russe.

## Historique
Pendant des centaines d'années, les habitants de l'Arménie orientale vivaient sous domination ottomane et séfévide. Les guerres suivantes entre les empires ottoman et séfévide ont conduit à la destruction de la plupart des villes arméniennes, rendant la vie difficile pour les Arméniens. Ajouté à cela que les Arméniens, qui sont des chrétiens, étaient des sujets dhimmis (formant un millet) sous les souverains musulmans, qu’ils soient ottomans ou perses.
En 1678, les dirigeants arméniens organisent un congrès secret à Etchmiadzin, d’où ils décident que l'Arménie devait être libérée de la domination étrangère. À ce stade, les Arméniens étaient incapables de se battre contre deux empires à la fois, ils ont cherché de l'aide à l'étranger. Israël Ori, un Arménien natif du Karabagh, fils d'un melik ou prince arménien, cherche de l'aide dans la plupart des capitales européennes. Israël Ori meurt en 1711, sans voir se réaliser le « rêve arménien ».
En 1722, le tsar de Russie, Pierre le Grand, déclare la guerre aux Perses séfévides. Les Géorgiens et les Arméniens du Karabagh perse aident les Russes en se rebellant contre le pouvoir séfévide. David Bek a commandé la rébellion pendant six ans, jusqu'à sa mort sur le champ de bataille.

## Sous protection russe

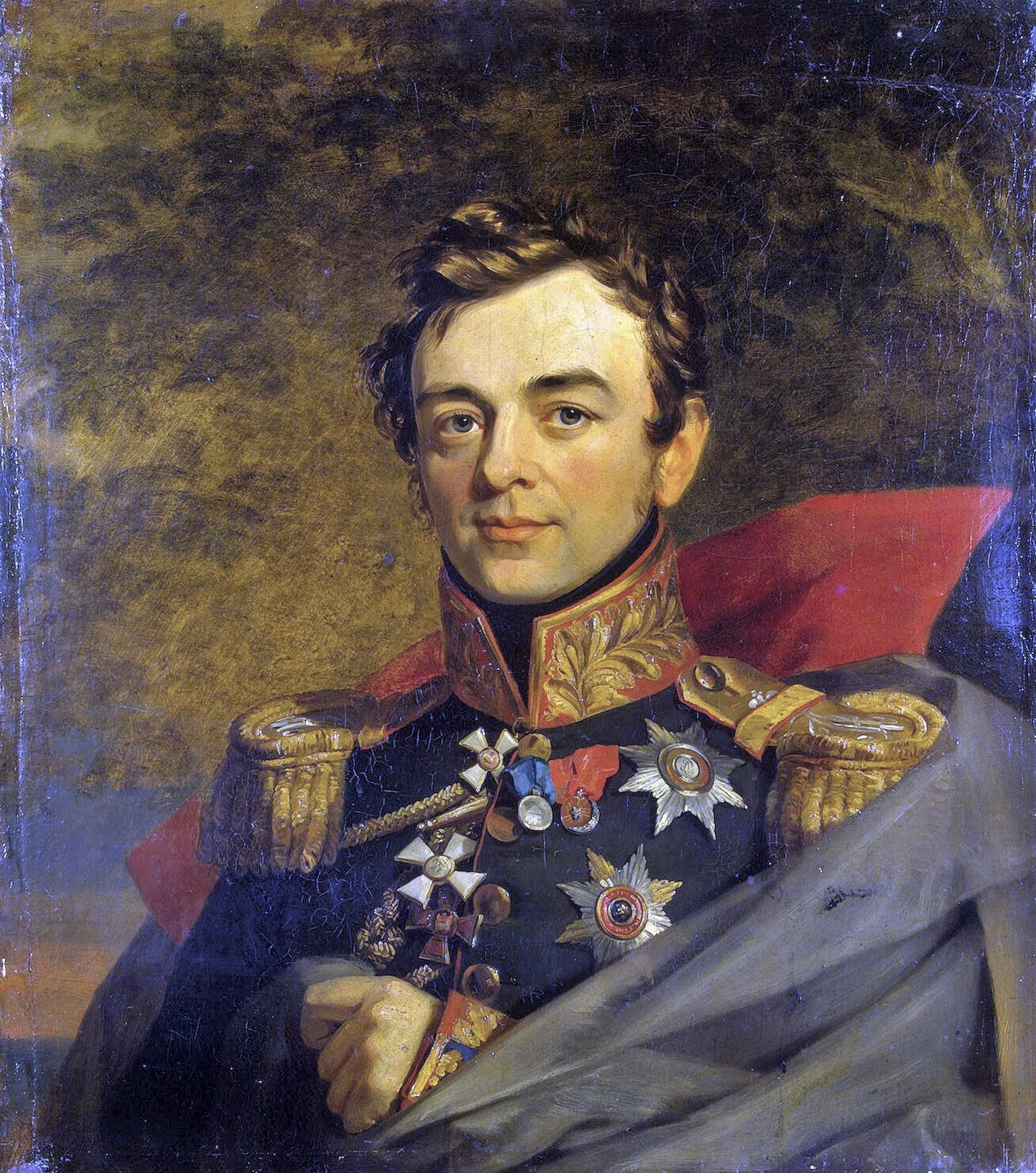
Ivan Paskevitch, gouverneur de l'Arménie russe.

Un tournant important se produit en 1801, lorsque les Russes prennent le royaume géorgien de Kartl-Kakhétie sous leur protection, ce qui leur donne une base solide en Transcaucasie. Au cours des trois décennies suivantes, l'Empire russe cherche à expulser les Ottomans et les Perses des territoires du Caucase qui sont en grande partie habités par des chrétiens. C'est pourquoi les campagnes russes trouvent un soutien enthousiaste parmi les Arméniens, dirigés par l'évêque de Tiflis, Nersès Achtaraketsi, qui prend part aux combats en personne,. La guerre russo-persane de 1804-1813 voit les Russes libérer et occuper des territoires en Arménie orientale, comme notamment le khanat du Karabagh, mais les autres sont abandonnés en grande partie lors du traité de Golestan en 1813.
En 1827-1828, le tsar Nicolas Ier déclare de nouveau la guerre aux Perses kadjarides, et demande l'aide des Arméniens, promettant que, après la guerre, leurs vies seraient améliorées. En 1828, avec le traité de Turkmanchai, la Russie libère Erevan, Nakhitchevan et les territoires environnants. Les Arméniens vivant encore sous la domination perse sont encouragés à émigrer vers l'Arménie russe, 30 000 partiront vers la Russie. En 1828, les Russes déclarent la guerre à l'Empire ottoman. Ils conquièrent rapidement Kars, Akhalkalaki, Akhaltsikhé, Bayazid, Alashkert, Erzurum et atteignent Trébizonde. Toutefois, dans le traité de paix de 1829, les Russes perdent tous les territoires arméniens nouvellement libérés de l'Empire ottoman, ne gardant que Akhalkalaki et Akhaltsikhé. Une autre vague d'immigration se met en place, quelque 25 000 Arméniens ottomans migrent vers l'Arménie russe. Des dizaines de milliers de musulmans migrent en sens inverse vers la Perse et l'Empire ottoman, ce qui permet aux chrétiens de devenir majoritaires en Arménie orientale où ils ne représentaient jusqu'alors qu'un petit pourcentage de la population.

## Établissement de la domination russe

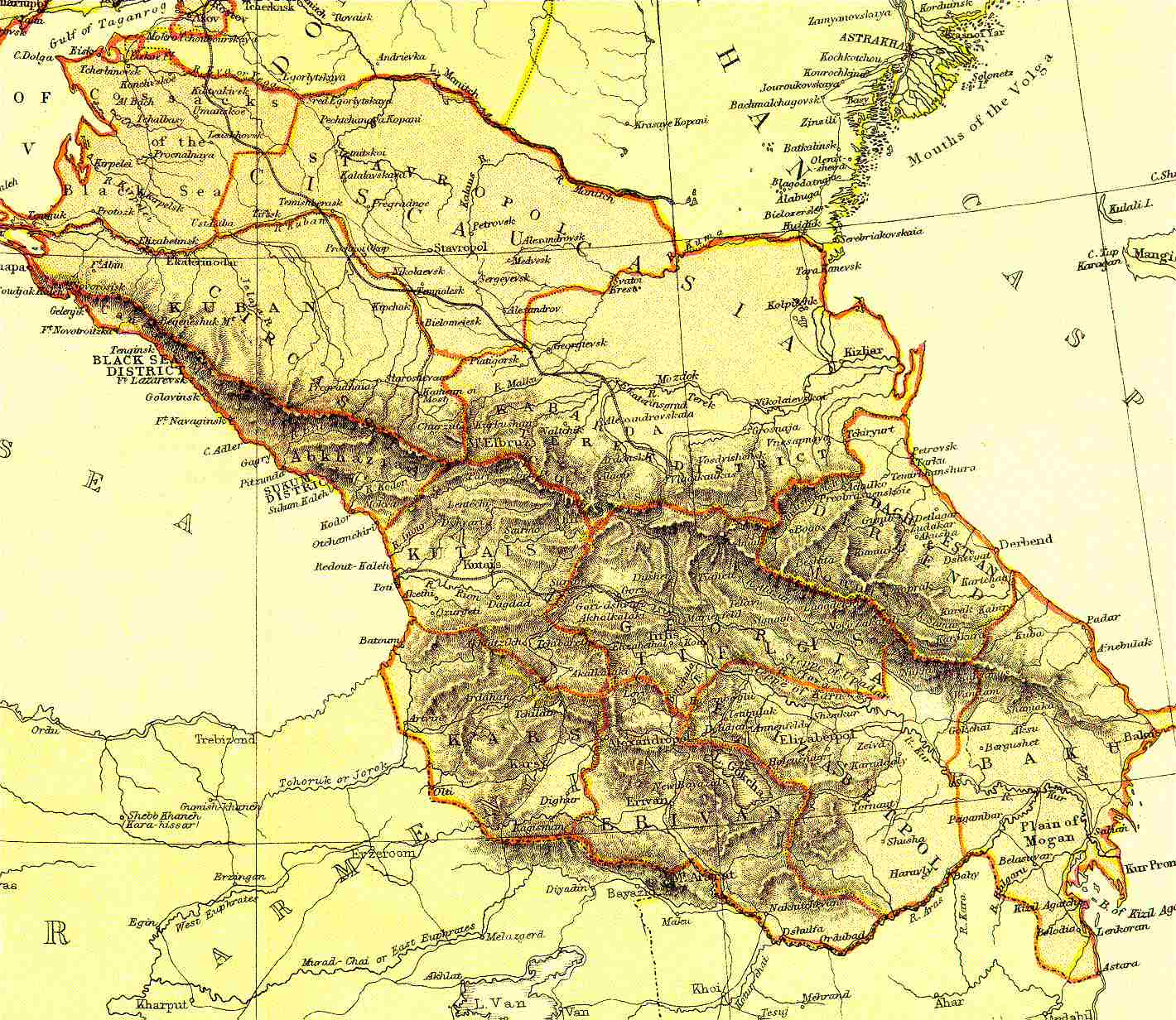
Carte du Caucase, Géorgie, Arménie et Azerbaïdjan en 1882.

Les patriotes arméniens, tels que l’évêque Nersès Achtaraketsi, espéraient une Arménie autonome au sein de l'Empire russe, mais ils seront déçus par le nouveau gouvernement. Le tsar Nicolas et son gouverneur en Transcaucasie, Ivan Paskevitch, avaient d'autres plans : ils voulaient que l'Empire russe soit un État centralisé et bureaucratique. Lorsque Nersès se plaint des décisions prises, il est rapidement envoyé en Bessarabie, loin de la région du Caucase.
En 1836, le Polozhenie (Statut), un règlement promulgué par le gouvernement russe, réduit considérablement les pouvoirs politiques des dirigeants religieux arméniens, y compris ceux du catholicos, tout en préservant l'autonomie de l'Église arménienne. Après 1836, conformément à la nouvelle réglementation, le catholicos d'Etchmiadzin devait être élu par un congrès à Etchmiadzin, où dignitaires religieux et non-religieux participeraient. Le tsar aurait le dernier mot dans le choix du catholicos. Les Arméniens ont grandement profité du fait que le catholicossat ait conservé le pouvoir d'ouvrir des écoles. Les plus notables sont celle de Lazarian à Moscou et celle de Nersessian à Tiflis. De plus, le catholicossat a ouvert des maisons d'impression et a encouragé la publication de journaux arméniens.

## Arméniens dans l'Empire russe

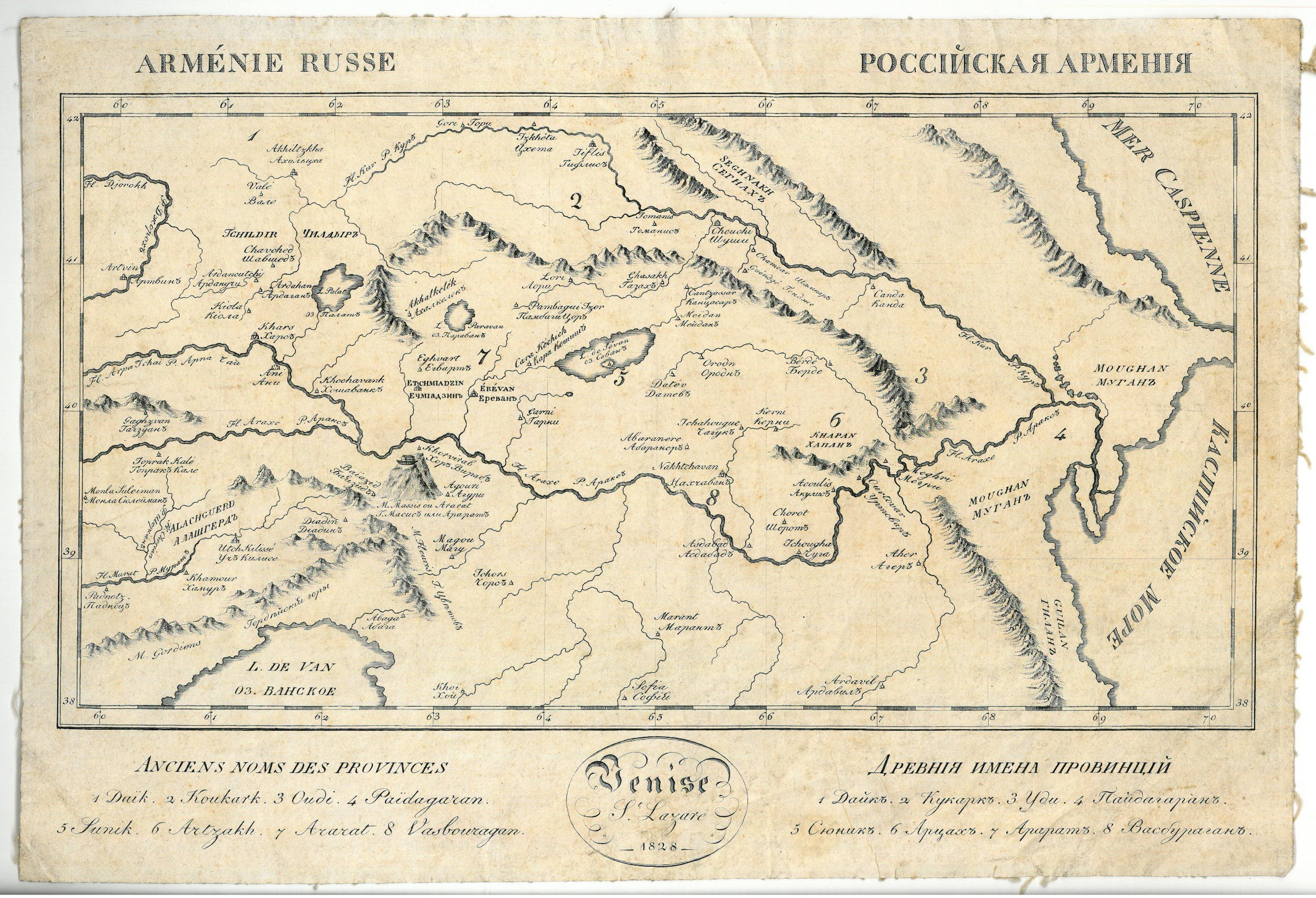
Arménie russe, carte de 1828

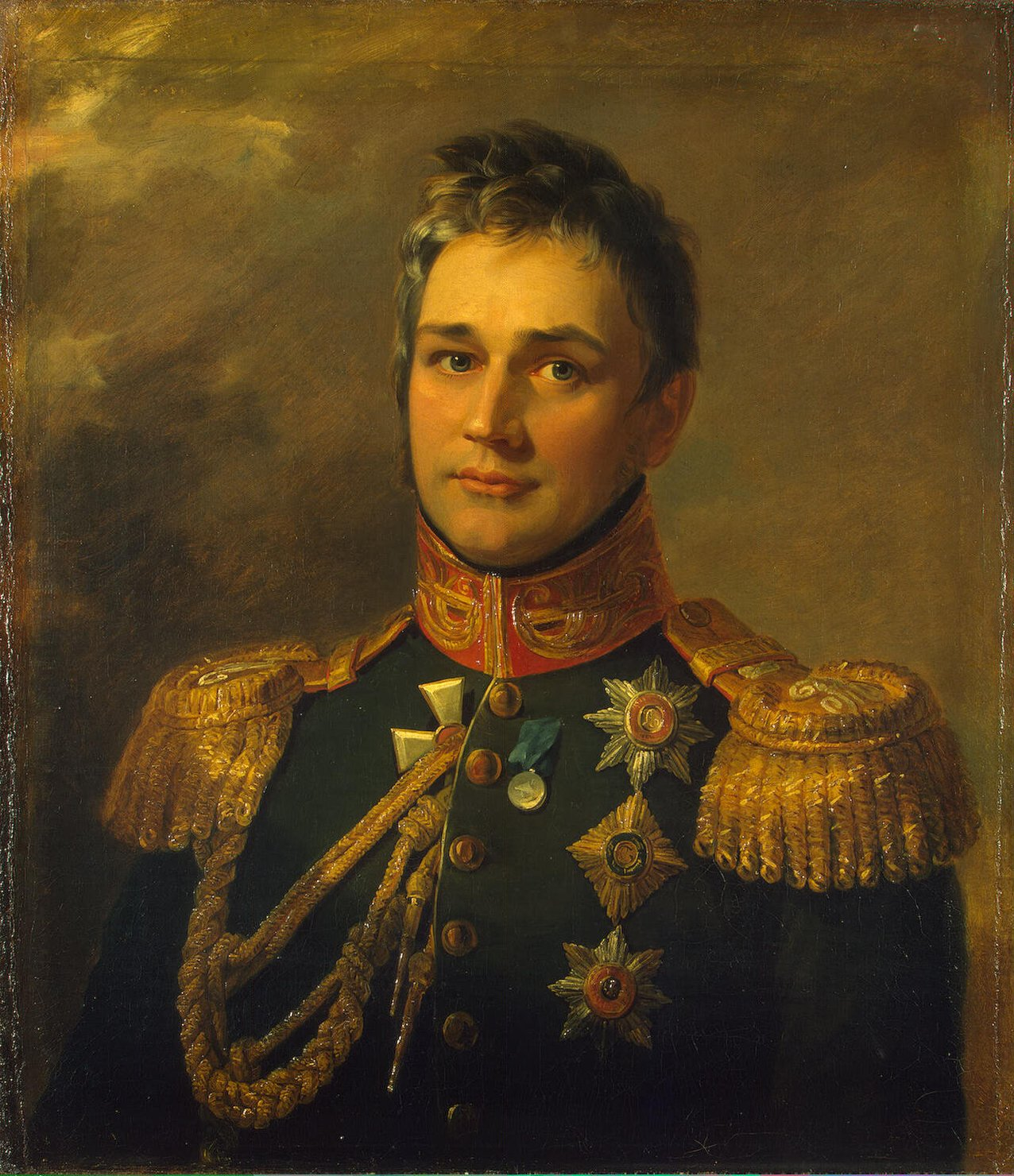
Mikhaïl Vorontsov, vice-roi du Caucase entre 1845 et 1854.

Un nombre important d'Arméniens vivaient déjà dans l'Empire russe avant les années 1820. Après la destruction des derniers États arméniens indépendants restant au Moyen Âge, la noblesse se désintègre, laissant la société arménienne composée d'une masse de paysans, plus une classe moyenne qui était soit des artisans, soit des commerçants. Ces Arméniens se trouvaient dans la plupart des villes de la Transcaucasie ; en effet, au début du XIXe siècle, ils formaient la majorité de la population dans des villes comme Tiflis.
Les marchands arméniens effectuaient leur commerce à travers le monde et beaucoup avaient élu domicile en Russie. En 1778, la Grande Catherine invite les marchands arméniens de la Crimée à venir s'installer en Russie dans le but d'assurer le peuplement des steppes et de soutenir l'économie du Sud où ils établissent une colonie à Nor Nakhitchevan près de Rostov-sur-le-Don. Le 14 novembre 1779, Catherine II promulgue un édit accordant aux Arméniens des privilèges fiscaux, qui ont favorisé l'essor économique rapide de la colonie. Les classes dirigeantes russes ont salué les compétences entrepreneuriales des Arméniens comme un coup de fouet à l'économie, mais ils les ont également considérés avec une certaine suspicion. L'image de l'Arménien comme un « marchand rusé » était déjà très répandue. Les nobles russes tirant leur revenu de leurs propriétés, entretenues par des serfs et leur aversion aristocratique à s'engager dans les affaires, avaient peu de compréhension ou de sympathie pour le mode de vie mercantile des Arméniens.
Néanmoins, la classe moyenne arménienne prospérait sous la domination russe et ils ont été les premiers à saisir les nouvelles opportunités et à se transformer en une bourgeoisie prospère lorsque le capitalisme et l'industrialisation atteignirent la Transcaucasie dans la deuxième moitié du XIXe siècle. Les Arméniens étaient beaucoup plus habiles à s'adapter aux nouvelles circonstances économiques que leurs voisins en Transcaucasie, les Géorgiens et les Azéris. Ils sont rapidement devenus l'élément le plus puissant dans la vie municipale de Tiflis, la ville considérée par les Géorgiens comme leur capitale.
À la fin du XIXe siècle, ils ont commencé à acheter les terres de la noblesse géorgienne, qui avait connu un déclin après l'émancipation de leurs serfs. Les entrepreneurs arméniens ont été prompts à exploiter le boom pétrolier qui a débuté en Transcaucasie dans les années 1870, ayant d'importants investissements dans les champs pétrolifères de Bakou en Azerbaïdjan et dans les raffineries de Batoumi sur la mer Noire.
Tout cela signifie que les tensions entre les Arméniens, les Géorgiens et les Azéris en Transcaucasie russe ne sont pas simplement de nature ethnique ou religieuse, mais sont aussi dus à des facteurs sociaux et économiques. Néanmoins, en dépit de l'image populaire de l'Arménien classique vu comme un homme d'affaires prospère, à la fin du XIXe siècle, 80 % des Arméniens de Russie étaient encore des paysans travaillant la terre.

## La domination russe jusqu'en 1877

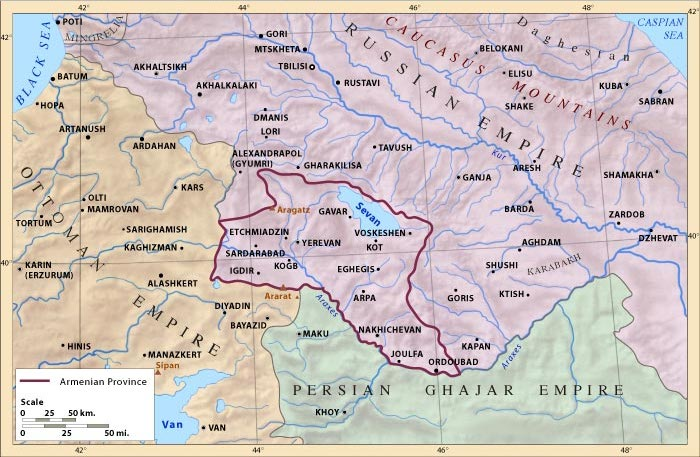
Carte de l'oblast arménien.

Les relations entre les autorités russes et leurs nouveaux sujets arméniens ne commencent pas en douceur. Depuis que l'Arménie est sur la ligne de front de la Russie contre ses empires rivaux, les Ottomans et les Perses, l'Arménie a d'abord été considérée comme une zone militaire. Jusqu'en 1840, l'Arménie russe était une unité administrative distincte, l'oblast arménien, mais il a ensuite été fusionné dans d'autres provinces de Transcaucasie sans tenir compte de son identité nationale. Les choses se sont améliorées lorsque Nersès Achtaraketsi a été rappelé de Bessarabie et a été fait catholicos de l'Église arménienne en 1843. Par ailleurs, Mikhaïl Vorontsov, qui a gouverné l'Arménie russe comme vice-roi du Caucase entre 1845 et 1854, était très bienveillant envers les Arméniens et leurs coutumes. En 1849 est créé le gouvernement d'Erevan, qui correspond globalement à l'ancien oblast arménien.
En conséquence, au milieu du XIXe siècle, la plupart de l'intelligentsia arménienne était devenu très russophile. La culture arménienne a prospéré durant ces années grâce à une nouvelle province unifiée sous le gouvernement russe, donnant une nouvelle fois aux Arméniens un sentiment d'identité partagée. En faisant partie de l'Empire russe, l'Arménie tourne le dos au Moyen-Orient et s’oriente vers l'Europe et ses courants intellectuels modernes tels que le Siècle des Lumières et le Romantisme. Un large éventail de journaux arméniens est publié et il y avait un renouveau littéraire dirigé par Michael Nalbandian, qui voulait moderniser la langue arménienne, ainsi que le poète et romancier Raffi. Les perspectives pro-russes de l'intelligentsia arménienne ont continué sous le tsar Alexandre II, qui a été largement félicité pour ses réformes.

## La guerre russo-turque

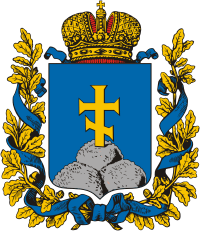
Armoiries du gouvernement d'Erevan, pendant l'Empire russe.

La guerre russo-turque de 1877-1878 a marqué un tournant dans les relations entre les autorités russes et leurs sujets arméniens. Les Arméniens vivant encore dans l'Arménie occidentale sous l'Empire ottoman étaient devenus de plus en plus mécontents et espéraient être libérés de la domination turque par la Russie. En 1877, la guerre éclate entre la Russie et les Ottomans en raison des mauvais traitements reçus par les chrétiens dans les Balkans. Les Russes étaient prêts à mobiliser le patriotisme arménien lors de l’ouverture du second front contre les Turcs dans le Caucase, la plupart des commandants qu'ils employaient étaient d'origine arménienne. Les Russes avaient d'importants gains territoriaux en Arménie occidentale avant l'armistice de janvier 1878.
Le traité de San Stefano, signé en mars 1878, ne concède pas à la Russie toute l'Arménie occidentale, mais contient une clause spéciale, l'article 16, par lequel la Russie garantit les droits des Arméniens encore sous la domination ottomane contre l'oppression. Cependant, les puissances rivales de la Russie, la Grande-Bretagne et l'Autriche-Hongrie, préoccupés par les gains territoriaux de la Russie au détriment de l'Empire ottoman, ont fait pression pour une révision du traité. Lors du congrès de Berlin, parmi d’autres territoires, la Russie a été contraint de renoncer à tous ses gains en Arménie, à l'exception des régions de Kars et d'Ardahan, et l'article 16 se vide de son contenu, remplacé par l'article 61, qui déclare que les réformes dans les provinces arméniennes ottomanes ne doivent être réalisée qu'après que l'armée russe se soit retirée,.

## Le règne d'Alexandre III, 1881-1894

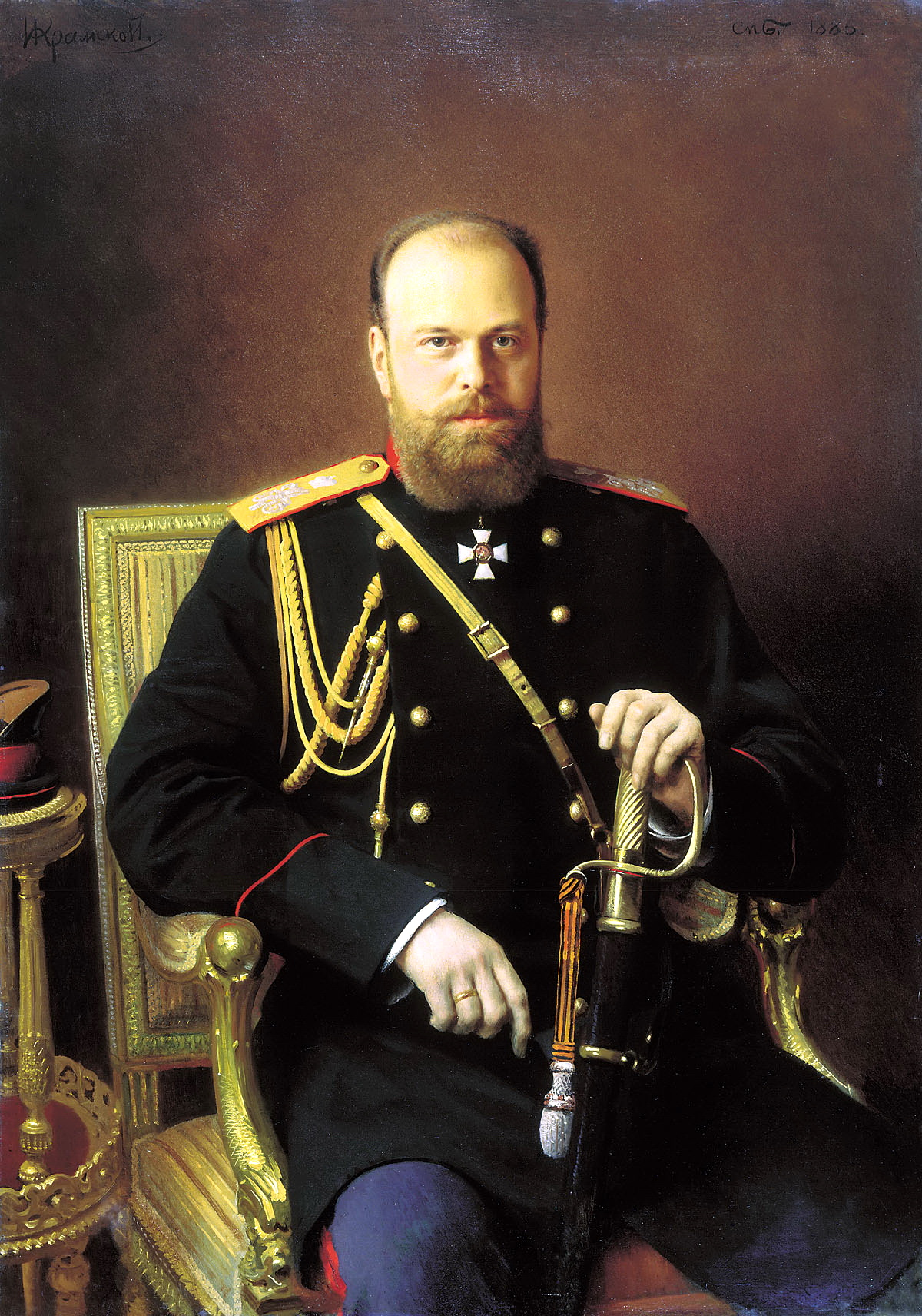
Le tsar Alexandre III de Russie.

Après l'assassinat du tsar réformateur Alexandre II en 1881, l'attitude des autorités russes à l'égard des minorités nationales de l'empire a changé de façon spectaculaire. Le nouveau tsar, Alexandre III, avec une perspective plus conservatrice, voulait créer un État autocratique très centralisé. Il considérait toute expression de désir de plus de liberté et d'autonomie par ses sujets comme preuve de rébellion.

### Russification
Les dernières décennies du XIXe siècle a également vu une augmentation du chauvinisme russe avec des non-Russes décrits en termes de plus en plus racistes. Les Arméniens étaient particulièrement maltraités, d'une manière qui ressemblaient souvent à de l'antisémitisme. Le premier signe de la politique du nouveau régime était le licenciement du Premier ministre d'Alexandre II, le comte arménien Loris-Melikov. Loris-Melikov était considéré comme trop libéral, il a également été qualifié de « asiatique frénétique » et de ne « pas [être] un vrai patriote russe ». Les autorités russes ont également commencé à se méfier de la domination économique arménienne en Transcaucasie. Ironiquement, ces soupçons sur les Arméniens — qui sont parmi les sujets les plus russophile du tsar — comme un peuple peu fiable, sujet à la conspiration révolutionnaire, conduit les Russes à adopter des politiques qui ont produit l'effet qu’ils voulaient justement éviter, de plus en plus d'Arméniens se tournent vers les nouveaux mouvements nationalistes.
La russification a véritablement commencé en 1885, lorsque le vice-roi du Caucase, Dondoukov-Korsakov, a ordonné la fermeture de toutes les écoles de la paroisse arménienne et leur remplacement par des russes. Bien que les écoles arméniennes aient été rouvertes l'année suivante, ils étaient désormais soumis à un contrôle tsariste strict et l'utilisation de la langue arménienne a été déconseillée au profit du russe. Les Russes ont aussi commencé à persécuter l'Église arménienne, qui avait été séparée de l'Église orthodoxe depuis 451,. L'attitude de la Russie envers l'Empire ottoman a également changé, et dans les années 1890, la Russie et la Grande-Bretagne ont échangé leur rôle. Maintenant, c’est la Russie qui soutient le statu quo en Arménie occidentale, alors que les Britanniques demandent l'amélioration des conditions pour les chrétiens de la région. Les autorités russes préoccupées par les mouvements nationalistes révolutionnaires arméniens au sein de l'Empire ottoman, craignaient que leurs liens avec les Arméniens orientaux puissent augmenter la subversion dans la Transcaucasie russe. Le régime tsariste a réprimé toute tentative des Arméniens de Russie à s'engager dans des actions à travers la frontière, un des principaux exemples étant l'expédition Gougounian en 1890.

### La croissance du nationalisme arménien
Les Arméniens ont joué un rôle négligeable dans les mouvements révolutionnaires de l'Empire russe jusque dans les années 1880. Jusque-là, les idées de Grigor Artsrouni, le rédacteur en chef du journal basé à Tiflis, appelé Mshak (« Le Cultivateur »), a connu une grande popularité parmi l'intelligentsia arménienne. Artsrouni pensait que la vie sous l'Empire russe représentait qu'un « moindre mal » pour son peuple. Les Arméniens de Russie étaient surtout profondément préoccupés par le sort de leurs compatriotes sous domination persane et ottomane, en particulier des paysans de l'Arménie occidentale qui ont été souvent ignorés par les intellectuels arméniens ottomans loin à Constantinople et à Smyrne. Erevan et Tiflis étaient des options beaucoup plus évidentes pour promouvoir l'activité révolutionnaire parmi les Arméniens de l'Empire ottoman. L'importance de l'unité de l'Arménie, divisée entre trois empires, assure que les mouvements politiques arméniens ont peu en commun avec les autres mouvements politiques de l'Empire russe.
La croissance du nationalisme arménien a été paradoxalement entraînée par les autorités russes avec des mesures anti-arméniennes en 1880. En 1889, Christapor Mikaelian a fondé le mouvement « Jeune Arménie » à Tiflis. Ses objectifs ont été d'exercer des représailles contre les Kurdes, soupçonnés d'être coupable de la persécution des Arméniens dans l'Empire ottoman, ainsi que de faire de la contrebande d'armes et d'encourager l'action de guérilla. Ils ont également établi des liens avec un nouveau parti nationaliste arménien ottoman, les Hentchaks. En 1890, Mikaelian et son collègue Simon Zavarian remplacent « Jeune Arménie » par un nouveau parti : la Fédération révolutionnaire arménienne, généralement connu sous le nom « Dachnak ». Les Dachnaks ont essayé de convaincre les Hentchaks de se joindre à eux, mais les deux font scission en 1891 et la rivalité entre les parties serait l'une des principales caractéristiques du futur nationalisme arménien. Les deux parties étaient socialistes dans leurs programmes économiques. L'objectif principal des Dachnaks était le nationalisme, cependant, leur principale préoccupation était le sort des Arméniens ottomans. Ils eurent bientôt des branches en Russie, en Perse et en Turquie et après la fragmentation des Hentchaks au milieu des années 1890, ils sont devenus la force nationaliste dominante en Arménie russe.

## Le règne de Nicolas II, 1894-1917

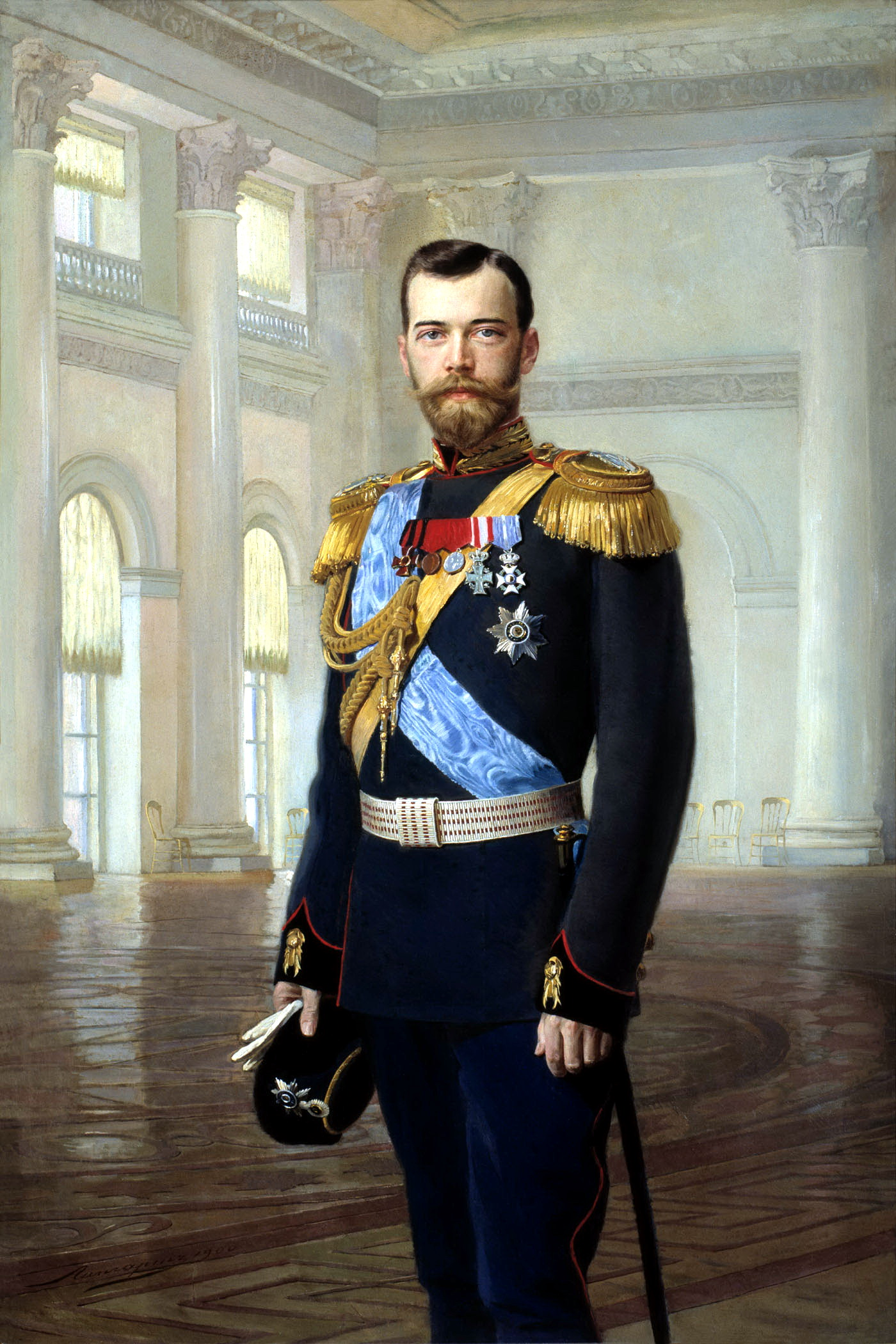
Le tsar Nicolas II de Russie.

Le tsar Nicolas II, qui monta sur le trône en 1894, a continué la politique de russification de son père. Le sentiment anti-arménien parmi les Géorgiens et les Azéris de Transcaucasie était aussi à la hausse, enflammé par le rédacteur en chef du journal officiel Kavkaz (« Caucase »), V. L. Velitchko, un ardent chauvin russe, qui montrait une intolérance flagrante envers les Arméniens.

### Édit sur la propriété de l'Église arménienne, 1903-1904
En 1897, le tsar Nicolas II nomme l'arménophobe Grigori Sergueïevitch Golitsyne en tant que gouverneur de la Transcaucasie, et les écoles arméniennes, les associations culturelles, les journaux et les bibliothèques furent fermés. Le nationalisme arménien tel que pratiqué par les Dachnaks, avec leur penchant pour la violence révolutionnaire et la politique économique socialiste, avait d'abord eu peu d'attrait pour la bourgeoisie arménienne, mais la répression culturelle russe leur acquit plus de sympathie. Russifiée, la classe moyenne arménienne commence à changer leur nom pour un retour à la forme arménienne (par exemple Mirzoev devient Mirzoian) et engage des tuteurs privés pour enseigner à leurs enfants la langue arménienne,.
Le programme de russification du tsar atteint son apogée avec le décret du 12 juin 1903, ordonnant la confiscation des biens de l'Église arménienne. Le catholicos d'Arménie a supplié les Russes d’annuler le décret mais lorsqu'ils refusèrent, il se tourne vers les Dachnaks. Le clergé arménien était déjà très méfiant des Dachnaks, condamnant leur socialisme comme anti-clérical, mais maintenant ils les considèrent comme leurs protecteurs. Les Dachnaks formèrent un Comité central d'auto-défense dans le Caucase et organisèrent une série de manifestations parmi les Arméniens. L'armée russe répond à Gandzak en tirant sur la foule, tuant dix manifestants, puis dans d'autres manifestations où il y aura encore plus d'effusion de sang. Les Dachnaks et les Hentchaks ont commencé une campagne d'assassinats contre des fonctionnaires tsaristes en Transcaucasie, réussissant même à blesser le prince Golitsyne. En 1904, le congrès dachnak a spécifiquement étendu leur programme pour s'occuper des droits des Arméniens dans l'Empire russe, ainsi que dans la Turquie ottomane.

### La révolution de 1905
Les troubles en Transcaucasie, qui comprenaient également d'importantes grèves, ont atteint leur paroxysme avec des soulèvements partout dans l'Empire russe, connus comme la révolution de 1905. L'année 1905 a vu une vague de mutineries, de grèves et de soulèvements paysans dans la Russie impériale et les événements en Transcaucasie ont été particulièrement violents. À Bakou, le centre de l'industrie pétrolière de la Russie, les tensions de classe sont mélangées à des rivalités ethniques. La ville était presque essentiellement composée d'Azéris et d'Arméniens, mais la classe moyenne arménienne avait tendance à avoir une plus grande part dans la propriété des compagnies pétrolières et les travailleurs arméniens avaient généralement de meilleurs salaires et de meilleures conditions de travail que les Azéris. En décembre 1904, après une grève importante déclarée à Bakou, les deux communautés ont commencé à se battre entre elles dans les rues et la violence se propageait à la campagne. On estime que 1 500 Arméniens et 700 Azéris ont été tués dans les émeutes. Les événements de 1905 ont convaincu le tsar Nicolas II qu'un changement de politique était nécessaire. Il a remplacé Golitsyne par le gouverneur arménophile, le comte Illarion Ivanovitch Vorontsov-Dachkov et restitué la propriété de l'Église arménienne. Peu à peu, l'ordre fut rétabli et la bourgeoisie arménienne une fois de plus commença à se distancer des nationalistes révolutionnaires.

### Le Tribunal populaire de 1912

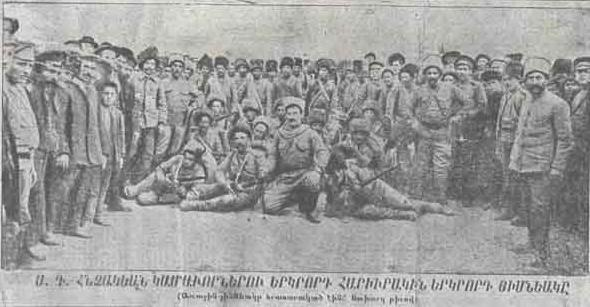
Une unité de volontaires arméniens pendant la Première Guerre mondiale.

En janvier 1912, un total de 159 Arméniens ont été accusés d'appartenance à une organisation anti- « révolutionnaire ». Pendant la révolution, les révolutionnaires arméniens ont été divisés entre les « vieux dachnaks », alliés aux cadets et les « jeunes dachnaks » alignés avec les socialistes-révolutionnaires. Pour déterminer la position des Arméniens, toutes les formes de mouvement national arménien sont jugées. Toute l'intelligentsia arménienne, comprenant des écrivains, des physiciens, des avocats, des banquiers et même des marchands sont accusés. Lorsque le tribunal a fini de délibérer, 64 accusations ont été abandonnées, les autres ont été soit emprisonnés, soit exilés pour des périodes variables.

## La Première Guerre mondiale et l'indépendance, 1914-1918
Les années entre la révolution de 1905 et la Première Guerre mondiale ont vu un rapprochement entre la plupart des Arméniens et les autorités russes. La Russie est devenue inquiète quand son ennemi l'Allemagne a commencé à se rapprocher de l'Empire ottoman, ce qui conduit les Russes à avoir un regain d'intérêt dans le bien-être des Arméniens ottomans.
Lorsque la Première Guerre mondiale éclate en août 1914, les Russes ont cherché à mobiliser le sentiment patriotique arménien. La plupart des troupes arméniennes ont été transférés dans le théâtre européen de la Première Guerre mondiale (connu sous le nom de front de l'Est). L'Empire ottoman ne s'est pas encore joint à la guerre mondiale après que plusieurs mois se soient écoulés et, comme la possibilité d'une campagne dans le Caucase se rapprochait peu à peu, à l'été 1914, le comte Illarion Ivanovitch Vorontsov-Dachkov consulte le maire de Tiflis, Alexandre Khatissian, le primat de Tiflis, Mgr Mesrop Ter Movsesian, et le politicien de premier plan, le Dr Hakob Zavriev, sur la création de détachements de volontaires arméniens. Les unités de volontaires seraient composées d'Arméniens qui n'étaient pas citoyens de l'empire ou qui n'étaient pas obligés de servir dans l'armée. Ces unités seraient employées dans la campagne du Caucase. Beaucoup d'entre eux vivaient dans le Caucase et beaucoup étaient impatients de prendre les armes pour libérer leur patrie. Au cours de décembre 1914, Nicolas II de Russie visite le front du Caucase. En présence du chef de l'Église arménienne et aux côtés de Alexandre Khatissian, Nicolas II a déclaré : « Les Arméniens de tous les pays se pressent pour rejoindre les rangs de la glorieuse armée russe, et avec leur sang, au service de la victoire de l'armée russe… Que le drapeau russe flotte librement sur les Dardanelles et le Bosphore, que les Arméniens restés sous le joug turc puissent recevoir la liberté grâce à votre volonté. Que le peuple arménien de Turquie, qui a souffert pour la foi du Christ, reçoit la résurrection pour une vie nouvelle et libre… ». Au cours de la guerre, 150 000 Arméniens ont combattu dans l'armée russe.

### Occupation de l'Arménie occidentale

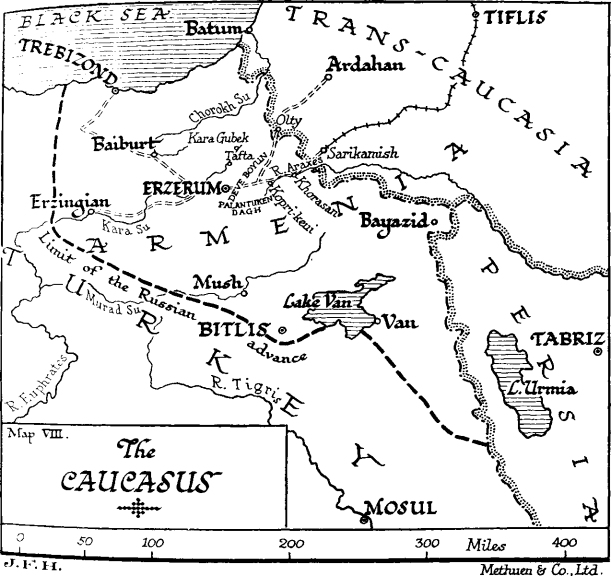
Occupation de l'Arménie occidentale transférée à un gouvernement civil sous Hakob Zavriev en 1917 par l'Ozakom du gouvernement provisoire russe, dans lequel Zavriev commence à superviser les vilayets de Trébizonde, d'Erzurum, de Bitlis et de Van.

Cependant, l'avance rapide de la Russie dans la campagne du Caucase, dès avril 1915 après le siège de Van, a incité les autorités ottomanes à se lancer dans le génocide des Arméniens ottomans. Un gouvernement provisoire arménien dans la région autonome a été initialement mit en place autour du lac de Van. Le gouvernement arménien dans la zone de guerre a été brièvement appelé « Vaspourakan Libre ». Avec l'avancée ottomane en juin 1915, 250 000 Arméniens de Van et de la région voisine d'Alachkert se retirèrent à la frontière russe. La Transcaucasie russe a été inondée avec des réfugiés des massacres.
Alors qu'elle marquait des succès militaires contre les Turcs, la machine de guerre russe a commencé à se désintégrer sur son front contre l'Allemagne et en février 1917, le régime tsariste est renversé par une révolution à Saint-Pétersbourg,.
Les Arméniens de Russie ont accueilli le nouveau gouvernement avec enthousiasme, en espérant qu'il sécuriserait l'Arménie ottomane pour eux. La question de la poursuite de la guerre était un contentieux très controversée parmi les partis politiques de la nouvelle Russie, avec la majorité en faveur d'une « paix démocratique » ; compte tenu que les provinces de l'Arménie ottomane étaient sous occupation militaire russe à l'époque de la révolution, les Arméniens ont cru que le gouvernement accepterait de les défendre. Pour aider, le gouvernement provisoire a commencé à remplacer les troupes russes, dont l'engagement dans la poursuite des combats était douteux, avec des troupes arméniennes au front du Caucase. Mais tout au long de 1917, le gouvernement provisoire perd le soutien des soldats et des ouvriers russes et beaucoup d’armée en Transcaucasie sont dissoutes.

### Le Congrès national arménien
La révolution bolchévique d'octobre 1917 force la question de l'indépendance pour les peuples de Transcaucasie, puisque les bolcheviks n'avaient que peu de soutien dans la région. En février 1918, les Arméniens, les Géorgiens et les Azéris forment leur propre parlement transcaucasien. Les Arméniens unis sous le Congrès national arménien. Le 22 avril 1918, il vote pour l'indépendance, se proclamant la République démocratique fédérative de Transcaucasie. La fédération est dissoute lorsque la RD de Géorgie proclame son indépendance le 26 mai, le Congrès national arménien lui emboîte le pas deux jours après, le 28 mai.
Le Congrès national arménien élabore des politiques pour diriger les efforts de guerre et l'aide et le rapatriement des réfugiés. Le conseil a adopté une loi pour organiser la défense du Caucase contre l'Empire ottoman en utilisant la grande quantité de matériel et de munitions laissés par le départ de l'armée russe. Le Congrès conçoit spécifiquement un contrôle des structures administratives locales pour la Transcaucasie. Même si le Congrès n'a pas élaboré des solutions spécifiques pour les soldats stationnés à Bakou, Tiflis, Kars et les autres milices sous l'occupation de l'Arménie occidentale aux ordres du gouverneur civil Hakob Zavriev, Ils ne résistent pas à la dure réalité de ces soldats au service des autres forces. Le Congrès a également sélectionné un comité exécutif permanent de quinze membres, connu sous le nom de « Conseil national d'Arménie », dont le chef était Avetis Aharonian. La première tâche de ce comité était de préparer le terrain pour la déclaration de la Première République d'Arménie.

### La République démocratique d'Arménie

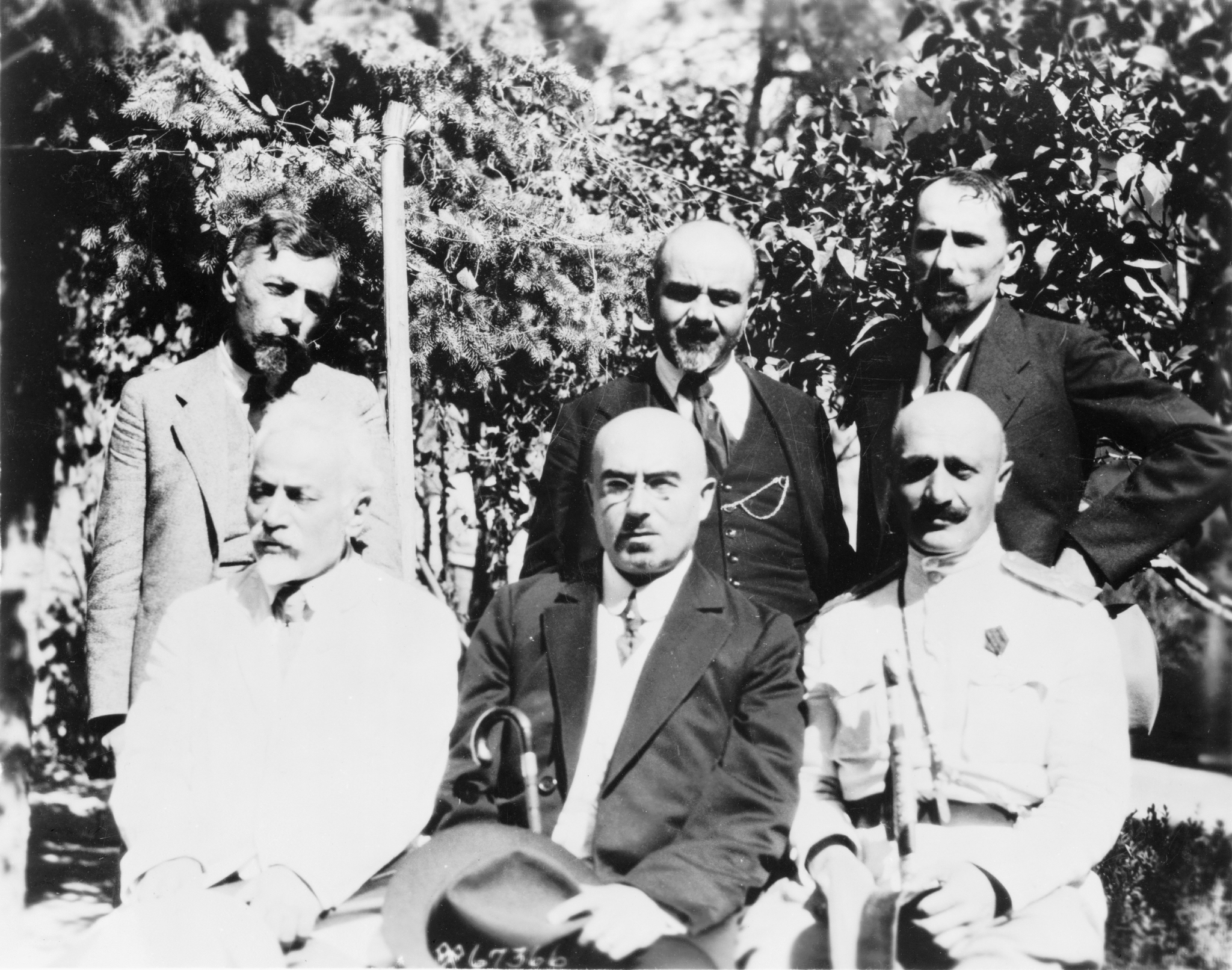
Les membres du deuxième cabinet de la République démocratique d'Arménie le 1er octobre 1919.

Le problème majeur que devait faire face le nouvel État de Trancaucasie était l'avancée de l'armée ottomane, qui maintenant avait repris une grande partie de l'Arménie occidentale, mais les intérêts des trois peuples étaient très différents. Pour des raisons évidentes, la défense contre l'armée d'invasion était d'une importance capitale pour les Arméniens, tandis que les Azéris musulmans étaient des sympathisants des Turcs. Les Géorgiens considéraient que leurs intérêts seraient mieux garantis en faisant un accord avec les Allemands plutôt qu'avec les Turcs, et le 26 mai 1918, les Allemands invitent la Géorgie à proclamer son indépendance de la République de Transcaucasie. Cette initiative a été suivie deux jours plus tard par l'Azerbaïdjan. À contrecœur, les dirigeants dachnaks, qui étaient les plus puissants politiciens arméniens dans la région, ont déclaré la formation d'un nouvel État indépendant, la République démocratique d'Arménie, le 28 mai 1918.

### La République arménienne de la montagne

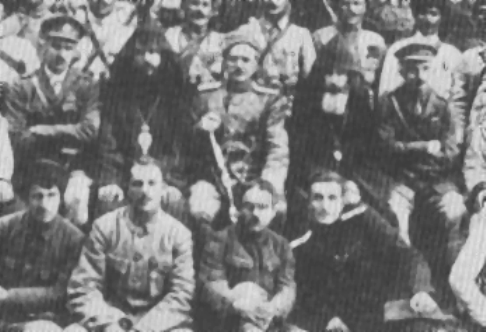
Le général Andranik sur le point de capturer le Karabagh.

Le traité de Batoum a été signé entre la République démocratique d'Arménie et l'Empire ottoman après les dernières batailles de la campagne du Caucase. Les Ottomans avaient acquis à l'origine une partie importante du sud du Caucase avec le traité de Brest-Litovsk signé avec la RSFS de Russie et puis par le traité de Batoum avec l'Arménie. Andranik Ozanian a rejeté ces nouvelles frontières et a proclamé le nouvel État, la République arménienne de la montagne, dont les activités était concentrées dans la zone de communication entre l'Empire ottoman et la République démocratique d'Azerbaïdjan au Karabagh, Zanguezour et Nakhitchevan. En janvier 1919, avec l'avancement des troupes arméniennes, les forces britanniques (Lionel Dunsterville) intiment Andranik de se replier à Zanguezour, et lui donnent l'assurance que ce conflit pourrait être résolu à la conférence de paix de Paris de 1919. La conférence de paix de Paris proclame la République démocratique d'Arménie un État internationalement reconnu et la République de l'Arménie montagneuse est dissoute.

### La République de Caspienne centrale
La République de Caspienne centrale est un gouvernement antisoviétique soutenu par les Britanniques, fondée à Bakou le 1er août 1918. Le gouvernement est composé par le parti Socialiste-Révolutionnaire et le mouvement national arménien qui était majoritairement constitué par la Fédération révolutionnaire arménienne (Dachnak). Le détachement britannique de la Dunsterforce occupait la ville et aidait les principales forces dachnak-arméniennes à défendre la capitale lors de la bataille de Bakou. Cependant, Bakou tombe le 15 septembre 1918 et une armée azérie-ottomane entre dans la capitale, provoquant la fuite des forces britanniques ainsi que d'une grande partie de la population arménienne et le massacre des Arméniens qui n'ont pas pu fuir. L'Empire ottoman signe l'armistice de Moudros le 30 novembre 1918 et la force d'occupation britannique retourne dans Bakou.

## La domination soviétique
Finalement, l'Arménie orientale retourne sous domination russe en intégrant l'URSS sous la République socialiste soviétique d'Arménie.